# گلکون
گلکون (ده گردو)، روستایی از توابع بخش مرکزی شهرستان ممسنی در استان فارس ایران است.
آب و هوای این منطقه معتدل کوهستانی است. مردم این روستا لرتبار هستند از ایل لر ممسنی.

## جمعیت
این روستا در دهستان بکش یک قرار دارد و براساس سرشماری مرکز آمار ایران در سال ۱۳۸۵، جمعیت آن ۱۲۴ نفر (۳۴خانوار) بوده‌است.

## راه‌ها
راه‌های ارتباطی این روستا شامل جاده بوان سنگر-نورآباد و جاده جدیدالاحداث مشایخ-شیراز می‌باشد که به لطف پیچ‌های زیاد و گردنه‌های خطرناک بسیار مستعد وقوع حادثه می‌باشد!
روستاهای هجرت (دره گرگ)، دشت تیرتاج، کلاه سیاه و گلدشت در شعاع ۱۵ کیلومتری این روستا قرار دارد که اکثراً از اقوام مشترک و آشنایان نزدیک می‌باشند.
روستای ده گردو از سمت جنوب و مشرق به تنگ رود خانه ده گردو و از شمال و غرب نیز به باغات ساکنان محدود می‌شود.
بعضی خانوارها در سالیان اخیر (۱۳۸۵ به بعد) به روستای تازه تأسیس گلدشت مهاجرت کرده‌اند.
درآمد عمدهٔ ساکنان این روستا و مناطق اطراف آن از باغات انگور، بادام، انجیر و کشت گندم در مناطق ماهور می‌باشد.